# جنی برگرن
جنی سسیلیا پترن, برگرن، شناخته شده با نام جنی برگرن یا جنی از ایس آو بیس است. او یک خواننده مدزو سوپرانو خواننده سابق گروه پاپ سوئدی ایس آو بیس است. از سال ۱۹۹۵، او همچنین به نوشتن آهنگ و اجرای انفرادی پرداخت. در سال ۲۰۱۰، اولین آلبوم از وی به نام داستان من منتشر شد.
او در یوتبری سوئد زاده شده است.